# Дубовый, Алексей Мусеевич
Андрей Мусиевич Дубо́вый (1933—2004) — советский и украинский историк и краевед, почётный член Всеукраинского союза краеведов.

## Биография
Родился 2 мая 1933 года в селе Погибляк (ныне Лисянский район, Черкасская область, Украина). Работал в селе заведующим библиотеки, председателем сельсовета. В 1958 году окончил ППИ имени В. Г. Короленко, возглавлял Лисянский райком комсомола.
В 1976—1994 годах — заместитель председателя Черкасского областного исполнительного комитета, заместителем председателя областной государственной администрации.

Во времени создания областного краеведческого музея был руководителем строительства, одновременно оказывал практическую помощь как научный консультант в вопросах формирования функционально-планировочной и тематической структуры музея.
Консультировал создание объектов культуры Черкащины: Чигиринский — на Замковой горе, и Суботовский туристические комплексы, скульптурную композицию пятисотенному движения в селе Староселье, Холма Славы в Черкассах — вместе с архитектором Александром С. Ренькасом, памятников Т. Г. Шевченко в Умани и Звенигородке, мемориального комплекса в честь Корсунь-Шевченковской битвы, участвовал в создании многих музеев области.
С 1994 года являлся председателем областной организации Общества охраны памятников культуры.
Умер 8 октября 2004 года в Черкассах.

## Награды и премии
- Государственная премия УССР имени Т. Г. Шевченко (1987) — за участие в создании областного краеведческий музей в Черкассах
- три ордена Трудового Красного Знамени
- орден «Знак Почёта»
- медали
- Почётная грамота Кабинета Министров Украины (2003)[1]